# Devisenausländer
Devisenausländer waren im deutschen Außenwirtschaftsrecht Wirtschaftssubjekte mit gewöhnlichem Aufenthalt, Wohnsitz, Hauptniederlassung oder Geschäftssitz außerhalb der Bundesrepublik Deutschland.

## Allgemeines
Die ehemaligen Rechtsbegriffe Devisenausländer und Gebietsfremder stammen aus dem Devisenbewirtschaftungsgesetz aus 1949. Während der Begriff Devisenausländer im seit April 1961 geltenden Außenwirtschaftsgesetz (AWG) nicht mehr verwendet wird, wurde der Begriff Gebietsfremder erst im September 2013 aus dem AWG entfernt. Stattdessen ist seitdem einheitlich vom Ausländer (§ 2 Abs. 5 AWG) die Rede. Entsprechend gibt es auch keine Deviseninländer oder Gebietsansässigen mehr, sie heißen seit September 2013 einheitlich Inländer (§ 2 Abs. 15 AWG). Als Deviseninländer galten entsprechend Wirtschaftssubjekte mit gewöhnlichem (nicht nur vorübergehendem) Aufenthalt, Wohnsitz, Hauptniederlassung oder Geschäftssitz im Inland.

## Geschichte
Grund für die früheren Begrifflichkeiten war die in der Bundesrepublik in der Nachkriegszeit noch faktisch vorhandene partielle Devisenbewirtschaftung, bei der inländische Wirtschaftssubjekte zwar direkt mit Devisenausländern außenwirtschaftliche Geschäfte abschließen konnten, der Zahlungsbilanzausgleich aber durch Gebote und Verbote bei Devisenerwerb und Devisenverwendung mehr oder minder weitgehend gelenkt wurde. Nach dem Zusammenbruch im Mai 1945 wurde der Verkehr mit ausländischen Zahlungsmitteln und sonstigen Devisen zunächst durch das im Juli 1945 veröffentlichte Militärregierungsgesetz „MRG 53“ (englisch Law No. 53, Foreign exchange control) geregelt. Mit diesem Gesetz traten die deutschen Vorschriften, soweit sie ihm widersprachen, außer Kraft. Verboten waren danach insbesondere Zahlungen in DM an Devisenausländer, wozu auch die Einwohner der SBZ und Ost-Berlins gehörten. Erst im April 1961 wurde das MRG 53 durch das Außenwirtschaftsgesetz abgelöst.

## Kriterien
Für den Status als Devisenausländer kamen alle Wirtschaftssubjekte (vor allem Unternehmen und Privathaushalte) in Betracht. Da auf den Wohn- oder Geschäftssitz abgestellt wurde, kam es auf die Staatsangehörigkeit der Devisenausländer rechtlich nicht an, weil alleine der materielle Tatbestand der räumlichen Beziehung zum eigenen oder fremden Wirtschaftsraum ausreichend war. Bei Unternehmen genügte eine bloße Betriebsstätte, Niederlassung oder Zweigniederlassung nicht, sofern hier nicht die Buchführung, Verwaltung oder Leitung konzentriert waren.

## DDR
Der Devisenausländer war auch ein Rechtsbegriff in der an Devisenmangel leidenden DDR. Nach dem Devisengesetz (DevG) vom 19. Dezember 1973 durften Geldschulden der DDR-Bürger gegenüber Devisenausländern nur durch Zahlung auf Devisenausländerkonten (A oder B) beglichen werden (§ 2 Abs. 1 DevG). Personen, die sich länger als 6 Monate außerhalb der DDR aufhielten, galten gemäß § 1 Abs. 1 DevG als Devisenausländer, ausgenommen waren die im § 2 Ziff. 4 DevG genannten Bürger. Die Deutsche Außenhandelsbank AG und die Deutsche Handelsbank AG waren alleine berechtigt, für Devisenausländer Konten in anderen Währungen („Valutakonten“) zu führen (§ 10 Abs. 1 DevG), beide durften zusammen als Hausbank der Kommerzielle Koordinierung als Devisenausländer handeln und Valutakonten als Lorokonten führen.

## International
Devisenausländer sind in Österreich gemäß § 1 Devisengesetz (2004) natürliche Personen, die nicht Inländer sind oder juristische Personen, Personengesellschaften des Handelsrechts und Erwerbsgesellschaften, die ihren Sitz oder Ort der Leitung im Ausland haben; ausländische Niederlassungen inländischer Unternehmungen gelten ohne Rücksicht darauf, ob sie rechtlich selbständig sind oder nicht, als Ausländer, wenn sich der Ort ihrer Leitung im Ausland befindet. Privatanleger, die in Österreich weder ihren Wohnsitz noch ihren gewöhnlichen Aufenthalt haben oder sich nicht länger als drei Monate in Österreich aufhalten, gelten als Devisenausländer und sind in Österreich nur beschränkt steuerpflichtig. Devisenausländer, die Aktien in einem österreichischen Wertpapierdepot halten, unterliegen bei Ausschüttung einer Dividende nur der Quellensteuer, nicht aber der österreichischen Kapitalertragsteuer. Zinsen beispielsweise aus Sparguthaben, Festgeldern oder Anleihen unterliegen aufgrund der EU-Zinsrichtlinie aktuell einer 15 %igen Kapitalertragsteuer.
Als in der Schweiz nicht ansässig gilt eine natürliche Person, die nicht für alle deutschen Einkünfte den normalerweise hierauf geschuldeten Steuern des Bundes, der Kantone und der Gemeinden zum Steuersatz für das gesamte Einkommen unterliegt (Art. 4 Abs. 6 DBAD); sie kann keine Entlastung verlangen. Die Doppelbesteuerung wird dadurch vermieden, dass die schweizerischen Steuern im Veranlagungsverfahren in Deutschland auf die deutschen Steuern angerechnet werden (Art. 4 Abs. 3 DBAD). Vorbehalten bleibt die Freistellung für Einkünfte gemäß Art. 24 Abs. 1 Ziff. 1 DBAD. Gesellschaften mit Geschäftsleitung in der Schweiz und Sitz in Deutschland sind in Deutschland unbeschränkt steuerpflichtig. Sie werden in der Schweiz normal besteuert und erhalten die pauschale Steueranrechnung für Dividenden in gleichem Maße wie andere in der Schweiz ansässige Gesellschaften. Die Doppelbesteuerung dadurch vermieden, dass die schweizerischen Steuern im Veranlagungsverfahren in Deutschland auf die deutschen Steuern angerechnet werden (Art. 4 Abs. 9 DBAD). Vorbehalten bleibt die Freistellung für Einkünfte gemäß Art. 24 Abs. 1 Ziff. 1 DBAD.